# マスター (徒弟制度)

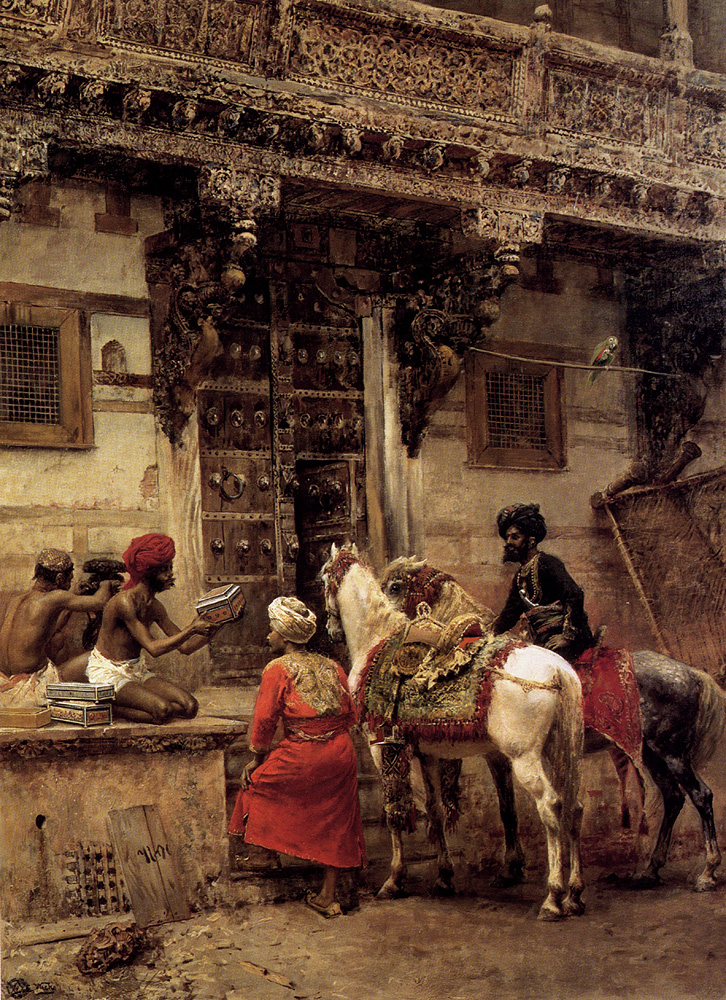
『Craftsman Selling Cases By A Teak Wood Building Ahmedabad』（アフマダーバードのチークの木造家屋前で箱を売る職人）、エドウィン・ロード・ウィークス作

徒弟制度のマスター（英: Master craftsman、英: master trademanまたは英: grandmaster）または名工（めいこう）は、欧州のギルド組織における構成員であり、マスターとジャーニーマンだけがギルドの一員となることが許された。

## 概要
徒弟制度のマスターになるためには、マスターへの昇格に選ばれるようになる前に見習いからジャーニーマンへの昇格の循環を果たす必要があった。次に実際にギルドに参加できるようになるには、売り上げとマスターピースを生み出さなければならなかった。マスターピースがマスターに受け入れられないとギルドに参加できず、生涯ジャーニーマンのままであることもあった。
元来、学位の修士を意味する「Master of Arts」の保有者はまた、中世の大学でその学問分野のマスターとみなされていた。

## 現在の各国のマスター
国際労働機関は現代のmastercraftsmenを、「職人に求められる通常の技術や知識のレベルを超えて、自分の仕事や職業において非常に高い能力を持つようになった熟練労働者」と定義している。

### イギリス
この伝統は中世の欧州が発祥である。初期のギルドは「平和」（frithまたはpeace）ギルド - 血の繋がりの一団であった血族の崩壊後、相互保護のために結束した集団であった。
商人ギルド - 国際交易に関連 - は12世紀から13世紀にかけ強力だったが、同職ギルドの発展に伴い勢いを失った。同職ギルドはマスター、ジャーニーマン、見習いで構成される、特定の技能職に関連する様々な熟練職人の団体であった。
世界的に有名なロンドンの紋章院は、マスターのギルドの紋章を4年の評価期間後の1992年に表彰した。紋章の専門家ピーター・グリーンヒルにより多くのギルド構成員資格の分野を反映するようにデザインされ、特徴的なものは：3つのエスカッシャン（盾形）が美術家、画家、染物師を示す。シェブロン（山形）に2つの開いたコンパスが建築、建設、大工を示す。ハトの尾形（盾形の上3分の1を分割）は収納家具職人、木工職、指物師を示す。小槌と鏨はメイソン、石工を示す。ギルド本部を見晴らすルイス城の南砦が、クレストとして兜の上に飾られる。

### アメリカ合衆国
ギルドのようなものはほとんど存在しないが、多くの技術職で「見習い～ジャーニーマン～マスター」の形態が続いている。大工、電気工、配管工がよく知られる例である。また、「United States Bartenders Guild」では一連の試験に合格したわずかなバーテンダーが「マスター・ミクソロジスト（Master Mixologist）」と認められる。アカデミーにも、一般教育を完了する小・中・高校；高等教育後の短期大学士（Associates）、学士（Bachelor）、修士（Master）；および見習いにあたるPh.D.の学生、ジャーニーマンにあたるポスドク、マスターにあたる教授と、この伝統は生き残っている。
学位を得るため発表が必要な博士論文は、選択分野での学生の習熟度および講師により審査された学生の資質を証明し、実際のところギルドでマスターとして認められるために提出が必要であった中世のマスターピースの形式のひとつである。
英語のMaster mariner（商船の船長）およびHarbormaster（港長）には、元来は船員ギルドでのマスターの地位にあったことが反映されている。「Station master」（駅長）は「Harbormaster」から転じているが、鉄道が生じたときにギルドはすでに存在していなかった。

### ドイツ

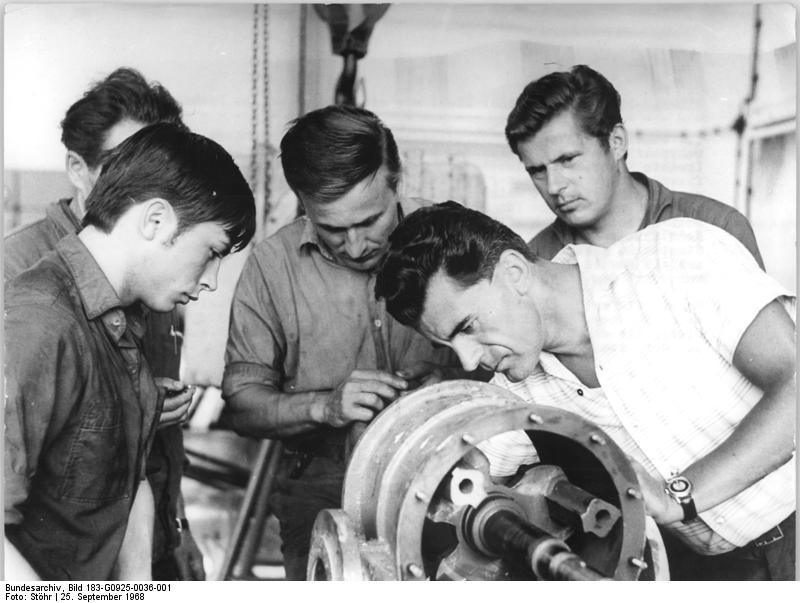
見習いの少年および他の職人と真空ポンプについて話し合うマスター

ドイツではマスター（マイスター独: Meister）は工芸の最高資格であり国家資格である。この資格はMeisterbriefと呼ばれ、理論的および実務的な工芸の技能、ならびに事業および法律の能力が対象である。加えて、見習いを訓練できる資格でもある。これらの資格によりマスターは自営するか、企業で高い役職につくことができる。ドイツにおけるマスターの地位は、「de:Gesetz zur Ordnung des Handwerks」（手工業法）で規定されている。
ドイツでは特権的ギルドは廃止されたが、見習い（privileged）、ジャーニーマン（Geselle）およびマスターが現在も継続している。煙突掃除夫や電気工といった危険を伴う業務を行うためには、マスターが自営するか1人以上のマスターを雇用しなければならない。
ジャーニーマンとマスターは法律により自動的に、その地域の独立公的団体である手工業組織（Handwerkskammer）の一員となる。この組織は職業訓練およびジャーニーマンとマスターの試験監督を運営する。
マスターとなるには、対象の職業訓練を完了することが必要であり、そこでは試験が行われる。最終試験はGesellenprüfung（ジャーニーマン試験）と呼ばれ、3年から5年以上の実務経験がジャーニーマン（Geselle）に必須である。その条件が満たされた候補者は Meisterprüfung（マスター試験）のコースを受けることができる。このコースの期間は職種により4年から6年であり、試験は理論、実務および口述であり5日から7日かかる（職種による）。職種により、試験にマスターピースの製作が含まれる。
ドイツのマイスターには、通常の総合大学入学資格の有無に関わらず大学学士に対する教育の資格が与えられる。ドイツ資格フレームワークにより、Meisterbriefはアカデミックの学位ではなく直接比較できないが、学士と同等レベルとされる。